# Certificat qualité de l'air

De sticker

Het certificat qualité de l'air (gewoonlijk aangeduid als Crit'Air) of het Franse milieuvignet is een beveiligd document dat nodig is om Franse milieuzones met de auto of ander gemotoriseerde voertuigen binnen te mogen.
Het wordt afgegeven op basis van gegevens op het kentekenbewijs van een voertuig en aansluit bij de van toepassing zijnde Europese emissiestandaard. De Crit'Air geldt voor alle gemotoriseerde voertuigen die op de weg komen: tweewielers, driewielers, quads, personenvoertuigen, bestelbussen, vrachtwagens, autobussen en touringcars. Het Crit'Air geeft recht op voordelen aan de minst vervuilende voertuigen. De wet op de energietransitie geeft burgemeesters en bestuurders van openbare lichamen die binnen hun gebied een of meer zones hebben waarop een plan ter bescherming van de luchtkwaliteit van toepassing is, de mogelijkheid om zones aan te wijzen waarin het verkeer beperkt wordt. Binnen deze zones is een passende Crit'Air verplicht om in die zone te mogen rijden of geparkeerd te staan.
De Crit'Air is een gekleurde sticker die rechtsonder op de voorruit van het voertuig dient te worden geplakt (aan de binnenzijde) dan wel op de voorkant van voertuigen zonder voorraam. De sticker kan sinds mei 2018 online besteld worden. Het vignet kost € 3,11. Vanuit de Europese Unie is deze sticker te bestellen en kan voor € 4,51 thuisbezorgd worden.

## Parijs
In Parijs zijn er twee zones: Parijs en Groot-Parijs.
Tot 1 juni 2021 waren er verschillende regels voor Parijs en het gebied tussen de eerste ringweg om Parijs, de Périphérique en de tweede ringweg om Parijs, de snelweg A86 (Groot-Parijs). 
Nu gelden er dezelfde regels: niet-geklasseerde voertuigen en voertuigen van categorie 4 en 5 mogen op de volgende dagen en tijden niet meer rijden binnen Groot-Parijs, met uitzondering van snelweg A86 zelf: 
- voor bussen, touringcars en vrachtwagens: 7 dagen per week, tussen 8 en 20 uur
- voor personenwagens, lichte bedrijfswagens, tweewielers, gemotoriseerde driewielers en vierwielers: maandag tot vrijdag van 8u tot 20u - behalve op feestdagen.

## Lille
De milieuzone van Lille is de strengste van heel Frankrijk, omdat in dit gebied ook de snelweg A1 valt en dus voor al het doorgaand verkeer van en naar België geldt.
Lille heeft twee milieuzones:
- Lille ZFE
- Lille (regio Lille)

De milieuzone is ingegaan op 1 januari 2025 en is permanent geldig. Dus van 0:00 - 24:00 uur, boetes kunnen oplopen van 68 tot 450 euro.

### Gebied van de milieuzone
De ZFE is van toepassing op de 95 gemeenten van de Europese metropool Lille en op het structurerende netwerk (A1, A25, A22, A27, A23, N227, N356, N41, N47).